# شيماكو ساتو
شيماكو ساتو (باليابانية: 佐藤嗣麻子)، من مواليد 1964، هي مخرجة أفلام ورسامة وكاتبة سيناريو يابانية، اشتهرت برسم الشخصيات للعبة أونيموشا: أمراء الحرب، والتي نشرها شركة كابكوم اليابانية.